# Neom SC
Neom Sports Club (în arabă نادي نيوم الرياضي) este un club arab de fotbal cu sediul, în prezent, în Tabuk, numit după zona urbană planificată Neom. Acesta evoluează în Liga Profesionistă din Arabia Saudită din 2025–2026, primul eșalon al sistemului de fotbal saudit după promovarea din Prima Divizie Saudită în 2024–2025.

## Istorie

### Al-Suqoor Club: 1965–2023
Clubul a fost fondat în 1965 sub numele de Al-Suqoor Club, care se traduce literal prin „Șoimi” în arabă. A jucat în principal în Divizia a Treia Saudită și Divizia a Doua Saudită. În 2011, Al-Suqoor a terminat pe locul doi și a promovat în Prima Divizie Saudită, al doilea nivel al fotbalului profesionist din Arabia Saudită, pentru prima dată în istoria sa. Echipa a terminat pe ultimul loc în primul său sezon și a retrogradat. În sezonul 2021-22, Al-Suqoor a învins Al-Qous cu 2-1 în finala Diviziei a Treia, devenind campioana inaugurală.

### Neom: 2023–prezent
Pe 5 iunie 2023, ministerul saudit al sportului a anunțat că clubul de fotbal Al-Suqoor va fi transformat într-o companie și deținut de NEOM. Pe 24 decembrie 2023, clubul și-a schimbat numele în Neom Sports Club. Pe 22 aprilie 2025, clubul și-a asigurat prima promovare în Liga Profesionistă din Arabia Saudită, în urma unei victorii în deplasare cu 3-0 asupra lui Al-Arabi.

## Palmares
- Saudi First Division League
  - Câștigători (1): 2024–25
- Saudi Second Division League
  - Câștigători (1): 2023–24
  - Locul trei (1): 2010–11
- Saudi Third Division League
  - Câștigători (1): 2021–22

## Lotul actual
La data de 7 iulie 2025 
| Nr. |                | Poziție | Jucător               |
| --- | -------------- | ------- | --------------------- |
| 1   | Arabia Saudită | P       | Mustafa Malayekah     |
| 2   | Arabia Saudită | F       | Mohammed Al-Breik     |
| 3   | Arabia Saudită | F       | Fahad Al-Harbi        |
| 4   | Arabia Saudită | F       | Fahad Al-Munaif       |
| 5   | Arabia Saudită | F       | Mohammed Al-Amri      |
| 6   | Arabia Saudită | M       | Abbas Al-Hassan       |
| 7   | Arabia Saudită | M       | Salman Al-Faraj       |
| 8   | Arabia Saudită | F       | Osama Al-Khalaf       |
| 9   | Senegal        | A       | Mbaye Diagne          |
| 10  | Algeria        | A       | Saïd Benrahma         |
| 11  | Arabia Saudită | A       | Hassan Al-Ali         |
| 13  | Arabia Saudită | P       | Mohanad Al-Shehri     |
| 15  | Arabia Saudită | M       | Abdulmalik Al-Oyayari |
| 16  | Arabia Saudită | M       | Riyadh Sharahili      |
| 24  | Arabia Saudită | A       | Muhannad Al-Saad      |

| Nr. |                  | Poziție | Jucător                |
| --- | ---------------- | ------- | ---------------------- |
| 26  | Egipt            | F       | Ahmed Hegazi           |
| 27  | Arabia Saudită   | F       | Islam Hawsawi          |
| 30  | Guinea-Bissau    | M       | Alfa Semedo            |
| 33  | Arabia Saudită   | P       | Abdulrahman Dagriri    |
| 38  | Arabia Saudită   | F       | Mohammed D. Al-Dossari |
| 44  | Arabia Saudită   | M       | Ali Al-Asmari          |
| 49  | Arabia Saudită   | M       | Sultan Al-Sawadi       |
| 55  | Arabia Saudită   | F       | Mohammed W. Al-Dossari |
| 71  | Arabia Saudită   | A       | Ahmed Abdu Jaber       |
| 88  | Arabia Saudită   | P       | Mohammed Al-Hakim      |
|     | Polonia          | P       | Marcin Bułka           |
|     | Arabia Saudită   | F       | Faris Abdi             |
|     | Coasta de Fildeș | M       | Amadou Koné            |
|     | Franța           | A       | Alexandre Lacazette    |